# Diplosoma
A Diplosoma a szegfűvirágúak (Caryophyllales) rendjébe, ezen belül a kristályvirágfélék (Aizoaceae) családjába tartozó nemzetség.

## Előfordulásuk
A Diplosoma-fajok természetes körülmények között kizárólag a Dél-afrikai Köztársaságban találhatók meg.

## Rendszerezés
A nemzetségbe az alábbi 2 faj tartozik:
- Diplosoma luckhoffii (L.Bolus) Schwantes ex Ihlenf.
- Diplosoma retroversum (Kensit) Schwantes - típusfaj